# August Kromayer

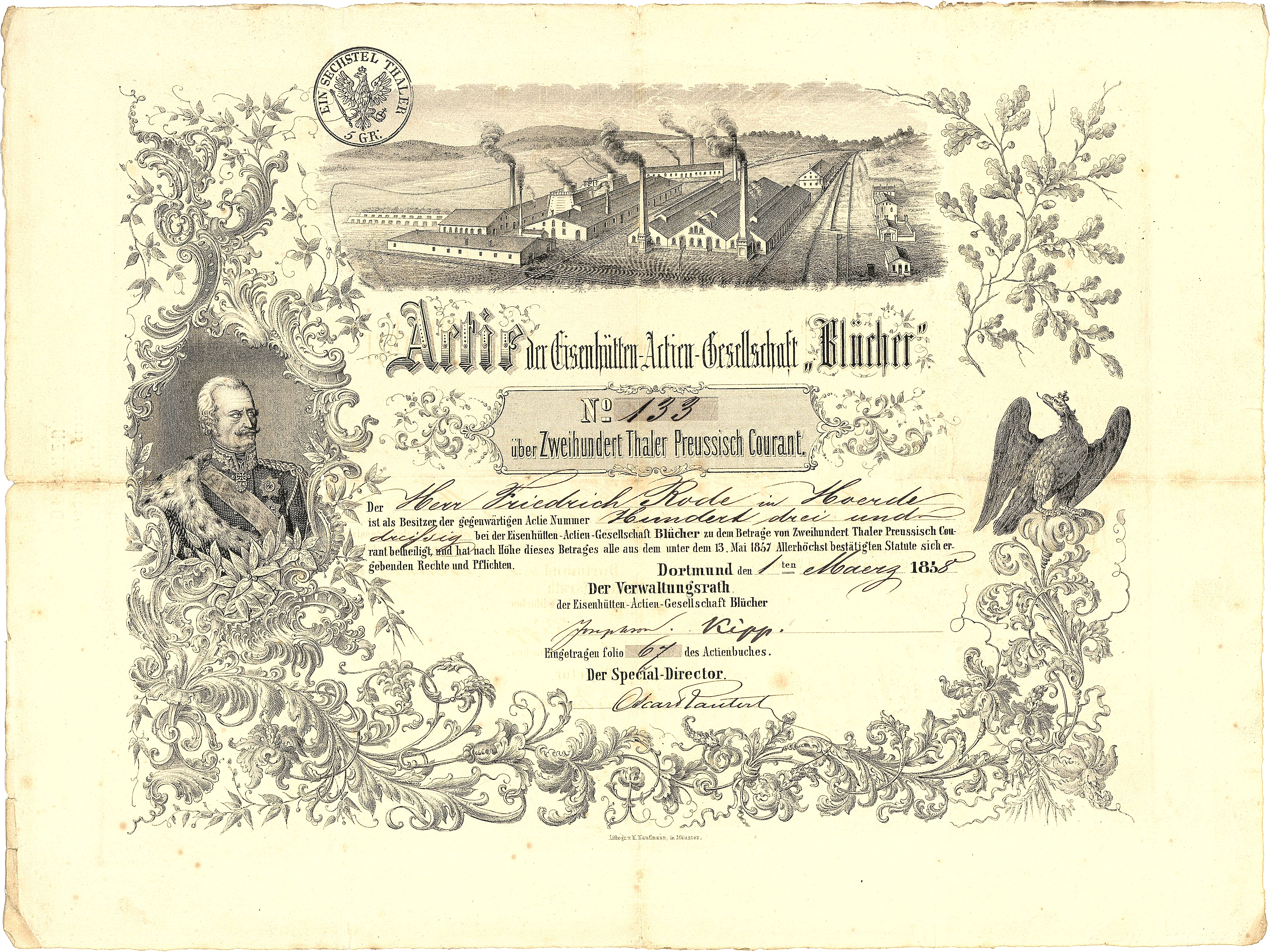
Aktie der Eisenhütten-Actien-Gesellschaft "Blücher" über 200 Taler, ausgestellt am 1. März 1858 in Dortmund. August Kromayer leitete das Werk als Vorsitzender der Verwaltungsrates.

August Kromayer (* 22. Juli 1803 in Saarbrücken; † 21. Februar 1866 auf dem Aschbacher Hof bei Gersweiler) war Bürgermeister von Saarbrücken und Mitglied im preußischen Abgeordnetenhaus.
August Kromayer war der Sohn des nassau-saarbrückischen Geheimrats Johann Gottfried Kromayer. Er heiratete am 17. April 1839 in Saarbrücken Elisabeth Wilhelmine geborene Hartung. Er arbeitete als Hüttenverwalter beim Eisenwerk Neunkirchen und wurde am 25. Januar 1833 Schöffe in Neunkirchen. Am 24. Oktober 1833 wurde er zum Beigeordneten der Bürgermeisterei Neunkirchen und im Januar 1845 zum Stadtverordneten ernannt. Vom 11. April 1851 bis November 1852 war er Beigeordneter der Gemeinde Hörde bei Dortmund.
Am 3. Februar 1854 erfolgte die Ernennung zum ersten Beigeordneten und am 24. Februar 1854 zum Stadtverordneten in Saarbrücken. Dort wurde er am 21. Juli 1854 zum Bürgermeister von Saarbrücken gewählt. Nach der Bestätigung der Wahl durch das Innenministerium am 1. September 1854 wurde er am 27. Oktober 1854 in das Amt eingeführt, das er bis zu seinem Abschied auf eigenen Wunsch am 18. März 1862 innen hatte. In seine Amtszeit fiel die Gründung der Kreissparkasse Saarbrücken, deren Satzung er ausgearbeitet hatte. Seit dem 22. Dezember 1862 war er Kreistagsmitglied im Landkreis Saarbrücken.
1857 wurde Kromayer Verwaltungsratsvorsitzender der in Dortmund sitzenden Eisenhütten-Actien-Gesellschaft Blücher.
Von 1858 bis 1860 war er Mitglied im preußischen Abgeordnetenhaus.
Am 18. Januar 1853 wurde er mit der Verleihung des Roten Adler-Ordens 4. Klasse geehrt.